# 진리와 방법
《진리와 방법》(Wahrheit und Methode)은 독일의 철학자 한스게오르크 가다머가 1960년에 발표한 책이다.  진리와 방법에서 가다머는 마르틴 하이데거의 《존재와 시간》에서 수행했던 대로 철학적 해석학으로의 개념을 설명하였다.

## 요약
가다머는 프리드리히 슐라이어마허와 같은 낭만주의 해석학의 개념과 빌헬름 딜타이와 같은 후기 해석가의 작품에 크게 의존한다. 그는 객관성의 목표를 달성 할 수 없는 것으로 거부하고 대신 의미는 상호 주관적 의사 소통을 통해 창조된다고 제안한다. 진리와 방법으로 설명된 가다머의 철학적 프로젝트는 하이데거가 존재와 시간에서 시작했지만 결코 다루지 않았던 '철학적 해석학'의 개념을 상세히 설명하는 것이었다. 가다머의 목표는 인간 이해의 본질을 밝히는 것이었다. 이 책에서 가다머는 '진리'와 '방법'이 서로 상충되어 있다고 주장했다. 그는 인문학(Geisteswissenschaften)에 대한 두 가지 접근 방식을 비판했다. 한편으로 그는 자연 과학 (따라서 엄격한 과학적 방법)을 모델로 삼은 인문학에 대한 현대적인 접근법에 비판적이었다. 다른 한편, 그는 예를 들어 딜타이와 슐라이어마허에 의해 대표되는 인문학에 대한 전통적인 독일식 접근법에 문제를 제기했다. 딜타이와 슐라이어마허는 본문(text)을 올바르게 해석한다는 것은 기록한 저자의 원래 의도를 되찾는 것을 의미한다고 믿었다. 이 두 견해와는 달리 가다머는 사람들은 '역사적으로 영향을 받은 의식'(wirkungsgeschichtliches Bewußtsein, 영향사)을 가지며, 사람들은 특정한 역사와 그들을 형성하는 문화에 깊숙이 박혀 있다고 주장했다. 따라서 본문 해석이란 학자가 본문의 역사가 자신의 배경과 명료하게 되는 방식이 찾아지는 곳 즉 지평의 융합 (Horizontverschmelzung)을 포함한다는 것이다. 진리와 방법은 본문을 해석하기 위한 새로운 해석학적 방법에 관한 진행 과정적 진술을 의도하는 것이 아니다. 가다머는 진리와 방법에서 어떤 것을 해석 할 때 (우리가 그것을 모른다 할지라도) 우리가 항상 무엇을 하는지를 서술하기 위해 의도했다.  "나의 진정한 관심은 철학적이다, 우리가 무엇을 하는지 또 무엇을 하지 말아야 하는지가 아니라,  우리가 원하고 행하는 것 이상으로 우리에게 일어나는 것이 무엇인가이다."

## 평가
진리와 방법은 가다머의 대작으로 간주되며 많은 철학자와 사회 학자, 특히 위르겐 하버마스에게 영향을 미쳤다. 가다머에 대한 대응으로 비평가인 에릭 도널드 허시 2세는 가다머의 해석이 전통주의적 접근 방식 (Dilthey 및 Schleiermacher를 따름)이라며 텍스트 원저자의 의도를 재구성하는 해석의 임무를 추구한다고 하였다.  철학자 Adolf Grünbaum 은 Gadamer가 과학의 방법을 오해하고 자연 과학과 인문학 사이에 잘못된 대조를 만들었다고 주장하면서 진리과 방법을 비판했다.  비평가 조지 스타이너는 가다머의 텍스트 이해에 대한 영향을 받은 모델은 "하이데거의 언어 개념과 실천에서 분명하게 발전한 것"이라고 썼다.

## 같이 보기
한스 게오르크 가다머